# آن وإيميت
آن وإيميت هي مسرحية أمريكية لجانيت لانغارت كوهين. الفيلم هو محادثة وهمية بين إيميت تيل، وهو أمريكي من أصل أفريقي، وآن فرانك، وهي يهودية ألمانية هولندية، تدور في ذاكرة، وهي بعد آخر غير محدد أو بعد بديل. وقد قُتلوا وهم في سن المراهقة بسبب الاضطهاد العنصري. تروي المسرحية حياة تيل وفرانك، تقارن وتقابل بين الأحداث في حياتهم وموتهم.
ويبرز البرنامج السرد المسجل لمورغان فريمان، ولحظة جوشوا كوين.

## إطلاق النار
ألغي عرض مخطط له لأول مرة في متحف ذكرى الهولوكوست بالولايات المتحدة في 10 يونيو 2009 كجزء من الاحتفال بعيد ميلاد فرانك الثمانين بسبب إطلاق نار في المتحف، مما أدى إلى وفاة أحد حراس المتحف.

## استخدم في تدريب الشرطة
أنتجت إدارة شرطة مدينة نيويورك المسرحية لمشاهدين من أفراد شرطتها، واستخدمتها لتعليم التسامح.